# Jugendchor Koča Kolarov
Der Jugendchor Koča Kolarov aus Zrenjanin (Serbien) wurde 1966 gegründet. Seit Mirko Bulovan im Jahr 1970 dessen Leitung übernommen hat, nimmt der Chor regelmäßig an Festivals und Wettbewerben teil. 1979, 1981 und 1983 errang er Titel des jugoslawischen Meisters der Jugendchöre. Auch im Ausland beteiligte sich der Chor an Festivals. 
Von den Konzertreisen nach Italien, Österreich, Ungarn, Rumänien, Griechenland, Frankreich, Deutschland, Belgien, den Niederlanden, Russland, Portugal und Spanien brachte Koča Kolarov mehrere erste Preise mit nach Hause. Neben dem Wettbewerbsprogramm studierte der Jugendchor regelmäßig große Werke mit Orchester ein, wie z. B. die Hohe Messe von J.S. Bach, das Requiem c-Moll (Cherubini) und eine Missa Brevis von W.A. Mozart.
Im Mai 2004 nahm der Chor am EJCF in Basel teil.